# Microdipodops
Microdipodops — рід Heteromyinae, поширених на південному заході США двома видами.

## Морфологічна характеристика
Маючи довжину тіла від 6,6 до 7,7 см і довжину хвоста від 6,4 до 10,3 см, Microdipodops трохи менші за хатню мишу. Щоб пристосуватися до життя в пустелі, їхні ноги забезпечені волосками, схожими на щетину, які стирчать убік і збільшують площу поверхні, яка торкається піску. Задні лапи збільшені і дають поштовх для стрибка, тоді як рудиментарні передні ноги рідко торкаються землі. Хвіст використовується для підтримки рівноваги під час стрибків на задніх лапах. Залежно від виду, Microdipodops забарвлені зверху в бежевий, сірий або коричневий колір, а знизу – білий. Голова помітно збільшена. У хвості можуть накопичуватися жирові запаси, які миші використовують під час сплячки.

## Спосіб життя
Це нічні поодинокі істоти. Вони харчуються в основному насінням, але також їдять комах. Їм не потрібно пити, оскільки вони отримують потребу в рідині лише з їжі. Принаймні один вид впадає в сплячку, але щодо другого це ще не ясно. У виводку від двох до семи дитинчат. Вагітних виявили в період з кінця березня до кінця вересня. У неволі Microdipodops доживали до п'яти з половиною років.